# Grand Theft Auto IV
Grand Theft Auto IV (abreviado como GTA IV o GTA 4) es un videojuego de acción-aventura de mundo abierto de disparos en tercera persona desarrollado por Rockstar North y distribuido por Rockstar Games. Es la sexta entrada principal de la serie Grand Theft Auto, después de Grand Theft Auto: Vice City Stories de 2006, y la undécima entrega en general. Ambientada en la ficticia Liberty City, basada en la ciudad de Nueva York, la historia para un jugador sigue al veterano de guerra de Europa del Este Niko Bellic, y sus intentos de escapar de su pasado mientras se encuentra bajo la presión de criminales de alto perfil. El diseño de mundo abierto permite a los jugadores recorrer libremente Liberty City, que consta de tres islas principales, y el estado vecino de Alderney, inspirado en Nueva Jersey.
El juego se juega desde una perspectiva en tercera persona y se navega por su mundo a pie y en vehículo. A lo largo del modo para un jugador, los jugadores controlan a Niko Bellic. El juego también incluye un modo multijugador en línea, que permite que hasta 32 jugadores participen en juegos cooperativos y competitivos en una recreación del modo para un solo jugador. Más tarde se lanzaron dos paquetes de expansión para el juego, The Lost and Damned y The Ballad of Gay Tony, que presentan nuevas tramas que están interconectadas con la historia principal de Grand Theft Auto IV y siguen a nuevos protagonistas.
El desarrollo de Grand Theft Auto IV comenzó poco después del lanzamiento de San Andreas y fue compartido entre muchos de los estudios de Rockstar en todo el mundo. El juego introdujo un cambio hacia un estilo y tono más realista y detallado para la serie. A diferencia de entregas anteriores, Grand Theft Auto IV carecía de una fuerte influencia cinematográfica, ya que el equipo intentó un enfoque original de la historia. Como parte de su investigación para el mundo abierto, el equipo de desarrollo llevó a cabo una extensa investigación de campo en Nueva York, capturando más de 100.000 fotografías y varias horas de vídeo. Los desarrolladores consideraron que el mundo era el elemento más importante del juego; Aunque no es el mapa más grande de la serie, lo consideraron comparable en alcance debido a su verticalidad y nivel de detalle. El presupuesto ascendió a más de 100 millones de dólares, lo que lo convierte en uno de los videojuegos más caros de desarrollar.
Grand Theft Auto IV se lanzó para las consolas PlayStation 3 y Xbox 360 en abril de 2008, y para Windows en diciembre. Tras su lanzamiento, el juego recibió elogios de la crítica, con elogios especialmente dirigidos a la narrativa y el diseño del mundo abierto. Grand Theft Auto IV rompió récords de ventas de la industria y se convirtió en el producto de entretenimiento más vendido de la historia en ese momento, ganando 310 millones de dólares en su primer día y 500 millones de dólares en su primera semana. Considerado uno de los títulos más importantes de la séptima generación de videojuegos y por muchos críticos como uno de los mejores videojuegos de todos los tiempos, ganó elogios de fin de año, incluidos los premios al Juego del Año de varias publicaciones de juegos. Se encuentra entre los videojuegos más vendidos con más de 25 millones de copias vendidas en 2013. El juego generó controversia, con críticas dirigidas a la descripción de la violencia y la capacidad de los jugadores para conducir bajo los efectos del alcohol. Su sucesor, Grand Theft Auto V, fue lanzado en septiembre de 2013.

## Argumento

### Sinopsis
Grand Theft Auto IV narra la historia de Niko Bellic, un inmigrante ilegal y veterano de las guerras yugoslavas. Tras ser convencido por su primo Roman, que emigró a Liberty City años antes del comienzo de la historia en el juego, Niko decide abandonar Europa del Este con rumbo a Liberty City,donde espera olvidar su pasado criminal Poco después de bajar Niko del barco mercante Platypus que le trajo hasta la ciudad, descubre que el lujo y la riqueza de los que le hablaba Roman en sus cartas y correos electrónicos no existen y se encuentra con un mundo de deudas y gánsteres. Niko ayuda a Roman con sus problemas y con su empresa de taxis mientras trata de encontrar su rumbo en la nueva ciudad.

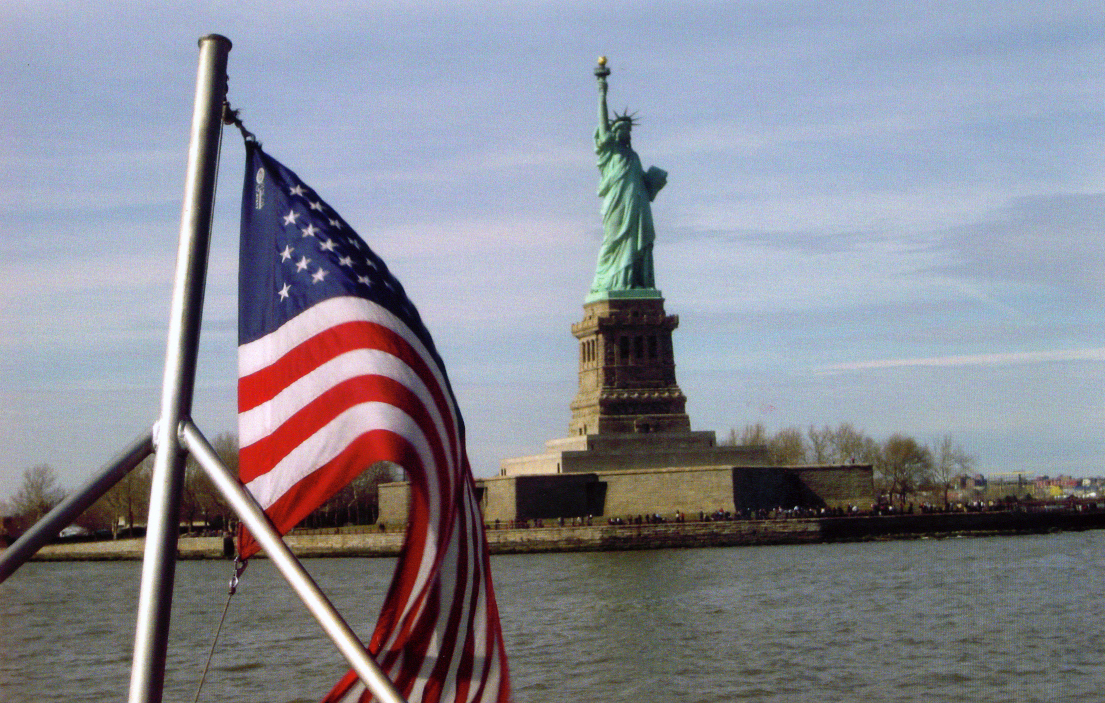
La Estatua de la Libertad, representada en GTA IV como Estatua de la Felicidad, es el símbolo de Liberty City y el lugar donde termina la historia

Más tarde es revelado uno de los secretos y razones por los que Niko vino a Liberty City, que no es otro que encontrar a la persona que traicionó a Niko y a su unidad del ejército, todos amigos de la infancia. Niko crea lazos con la Mafia rusa de Liberty City a través de uno de los prestamistas de Roman, Vladimir Glebov,. Más tarde Román le comenta a Niko que sospecha que su novia, Mallorie Bardas lo engaña con Vlad, y pregunta a Niko si lo sabía, a lo cual este solo se queda callado, y Roman lo acusa de desleal, se disculpa diciendo que no sabía que le importaba, y dice que se encargará de solucionarlo. Tras "solucionar" el problema con Vlad matándolo y arrojando su cuerpo al Río Humboldt, Niko empieza a trabajar con mafiosos más importantes como Mikhail Faustin, dueño del club Perestroika, y su colaborador, Dimitri Rascalov. Niko realiza varios trabajos para Faustin, pero los excesos de este provocan que Dimitri ordene a Niko que lo elimine. Niko asesina a Faustin en el Perestroika por encargo de Dimitri, pero luego es traicionado por este. Cuando Niko se reúne con Dimitri para cobrar el dinero prometido por el asesinato, se descubre que Dimitri estaba confabulado con Ray Bulgarin, un antiguo jefe de Niko, que se presenta en la reunión y trata de matarlo. Niko huye de la emboscada con la ayuda de Little Jacob, un comerciante de armas jamaicano, amigo en común de Roman y Niko. Sin embargo, Dimitri y Bulgarin escapan, por lo que Jacob sugiere ocuparse de ellos más tarde.
Inmediatamente después, Niko y Roman se ven obligados a escapar a Bohan cuando tanto su apartamento en Broker cómo la empresa de taxis son incinerados por órdenes de Dimitri. Y siendo amenazados de muerte por este, En ese momento, Roman revela a Niko sus intenciones de casarse con su novia, Mallorie, que trabaja como secretaria en su empresa de taxis. Tiempo después Dimitri ordena secuestrar a Roman para atraer la atención de Niko aunque afortunadamente logra rescatarlo con vida, y escapar. Desesperado por el dinero, Niko va obteniendo poco a poco nuevos aliados y logra ganar grandes cantidades de dinero en diversos trabajos con una oscura agencia gubernamental bajo el nombre de U.L. Paper o mediante el corrupto subcomisario de policía Francis McReary, así como con organizaciones criminales entre las que se incluyen el clan irlandés de los hermanos McReary (con quienes asalta el Banco de Liberty City), el gánster Playboy X, su mentor un exconvicto llamado Dwayne Forge, la traficante de drogas puertorriqueña Elizabeta Torres o la familia Pegorino en Alderney (con Jimmy Pegorino a la cabeza, Ray Boccino y Phil Bell). Niko finalmente encuentra a Florian, el miembro de la unidad de Niko en Bosnia que emigro a Liberty City, gracias a Ray Boccino, pero cuando él y Roman van a su apartamento descubren que Florian ha cambiado su nombre a Bernie Crane, convertido ahora en un homosexual ostentoso acosado por unos mafiosos (los cuales estaban bajo las órdenes de Dimitri Rascalov), por lo que Niko se da cuenta de que Bernie no es el responsable de la traición que sufrió en los Balcanes y decide ayudarlo con su problema. Es entonces cuando a Niko solo le queda un sospechoso: Darko Brevic.
A medida que avanza la trama, Niko se ve envuelto en un enfrentamiento múltiple de intereses por culpa de un fracaso con un negocio de diamantes de Ray Boccino en el que se implican la familia Ancelotti, la banda de moteros The Lost, el clan McReary, Bulgarin y los hombres del empresario nocturno Gay Tony. Más tarde, Niko conoce a Phil Bell, amigo de Ray, que a su vez son miembros colaboradores de la decadente familia Pegorino de Alderney, organización con la que Niko trabajará hasta el final de la trama. Mientras colabora con la organización criminal de Jimmy Pegorino, U.L. Paper llama a Niko y le ofrece presentarle a Jon Gravelli, un agonizante anciano hospitalizado, pero capo de la familia Gambetti. Gravelli y U.L. Paper encuentran a Darko Brevic en Bucarest y lo traen a Liberty City para entregárselo a Niko, en agradecimiento por los servicios prestados. Niko avisa a Roman y ambos van al punto de encuentro donde un furgón les deja a Darko. Niko se enfrenta a Darko, que se había convertido en un drogadicto, y le confirma que fue él quien traicionó a los hombres de Niko a cambio de dinero. El jugador tiene la opción de asesinar en ese momento a Darko o dejarle vivir debido a su lamentable estado. Tras el encuentro, Niko recibe una llamada de Pegorino para reunirse con él en el local de estriptis Honker's de Alderney. Allí, Pegorino pide a Niko un último favor: recoger un envío de heroína del mayor enemigo de Niko, Dimitri Rascalov.

#### Final
La historia contiene dos posibles finales dependiendo de la elección que el jugador haga en este punto del juego. En ambos finales, Niko ve en Pegorino un enemigo por aliarse tan de cerca con Dimitri, y ambos antagonistas mueren. La diferencia fundamental en cada final es la muerte o bien de Roman Bellic o de Kate McReary.
Tras la reunión de Niko con Pegorino en el Honker's, en la que este le pide que acepte una última misión en la que debe de negociar con su enemigo Dimitri, a Niko se le plantea un problema: aceptar el negocio con Dimitri para asegurarse una buena recompensa económica —como le aconseja su primo Roman— o no aceptar el negocio —como le pide Kate— y asesinar a Dimitri.
Venganza
Si el jugador escoge la opción Revenge («venganza»), Niko planea una emboscada a Dimitri mientras este supervisa un cargamento de heroína en los muelles. Se emprende una lucha armada en el Platypus —el barco que trajo al protagonista a la ciudad al inicio del Juego— y Niko se enfrenta a todos los matones de Dimitri y tras un breve intercambio de palabras y una última contienda, el logra Matar a Dimitri. Tras el incidente, Román se casa con Mallorie, pero Jimmy Pegorino, furioso después de la traición de Niko, irrumpe en la celebración a las puertas de la iglesia y mata al amor de Niko, Kate McReary. Niko, Roman y Little Jacob siguen a los hombres de Pegorino, que les llevan a un casino abandonado en Alderney donde comienza un gran tiroteo. Niko intenta matar a Pegorino, pero se escapa en una lancha hasta la Isla de la Felicidad. Niko lo persigue en una moto por la costa, hasta que Roman y Jacob llegan en un helicóptero y recogen a Niko, y tras una última confrontación, finalmente, mata a Pegorino después de haber comentado a Roman y Jacob lo caro que le había salido vivir el Sueño americano. Tras los créditos, Niko recibe la llamada de Roman para consolarlo por la pérdida de Kate y le comunica que está esperando un hijo con Mallorie, a quién llamarán Kate si finalmente es niña.
Dinero
Si el jugador elige la opción Deal («dinero»), contará con el apoyo total de Román, que le pide que haga este último trato para casarse con Mallorie, coger el dinero e irse los tres a Vice City. Sin embargo, Niko perderá toda la confianza de Kate, que no acepta seguir con un tipo que valora tanto el dinero, y no volverá a verla nunca más. Niko, pues, se reúne con Phil Bell en los muelles para cerrar el negocio. Contra todo pronóstico, Dimitri sabotea su parte del trato, asesina al comprador y huye con la heroína, dejando a Niko y a Phil dentro de los muelles con los enemigos furiosos por la traición. Niko y Phil acuerdan conseguir el dinero y huir, tras verse inmersos en un tiroteo. Niko recibe una llamada de felicitación de Pegorino, que se ha aliado con Dimitri. Kate, por su parte, llama a Niko y le revela que no quiere volverlo a ver más y que no asistirá a la boda de Roman y Mallorie. Niko acude a la iglesia para asistir a la boda de su primo y cuando el nuevo matrimonio sale a las puertas de la iglesia, un asesino a sueldo de Dimitri asalta a Niko por la espalda, pero falla y mata erróneamente a Roman. Un devastado y vengativo Niko se une a Little Jacob para matar a Dimitri, que se esconde en un casino abandonado en Alderney. tras un fuerte tiroteo, Dimitri mata a Pegorino, Niko le da caza y escapa a la Isla de la Felicidad en helicóptero. Niko y Little Jacob emprenden una persecución en lancha y después en helicóptero y dan caza a Dimitri, quien muere a manos de Niko tras un último enfrentamiento. La historia finaliza con un disparo de despedida a la Estatua de la Felicidad, en un oscuro y lluvioso día, con un destrozado Niko preocupado por su alma. Después de matar a Dimitri, Niko recibe las llamadas de sus amigos lamentando la pérdida de Roman, entre ellas la de Kate. Por último, una desconsolada Mallorie se despide de Niko por teléfono lamentando la vida que han llevado los dos primos y que le ha acabado costando la vida a su marido. Además, revela a Niko que se encuentra esperando un hijo de Roman.

### Ambientación
GTA IV toma lugar en una rediseñada Liberty City con respecto a su última aparición cronológica en Grand Theft Auto III y está basada en cuatro de los barrios de Nueva York y partes de Nueva Jersey. Broker es el equivalente en GTA IV de Brooklyn; Manhattan es ahora llamado Algonquin; Queens es Dukes; el barrio de Bronx es Bohan; y Nueva Jersey es Alderney. El área total del mapa es un poco más pequeña que el de Grand Theft Auto: San Andreas, pero la nueva reedición de Liberty City es más detallada, pues se llegó, incluso, a filmar la luz solar real de la ciudad de Nueva York y trasladarla a Liberty City.
En el videojuego aparecen numerosas referencias directas a Nueva York como la Estatua de la Libertad, que es retratada en Liberty City como la Estatua de la Felicidad y que sostiene una taza de café en la mano, o el Times Square, que en Liberty City tiene su versión en el Cruce Estrella. Entre los edificios más representativos destacan el famoso Empire State Building, retratado como Rotterdam Tower; la Sede de la Organización de las Naciones Unidas es el Comité de la Civilización, el MetLife Building es el GetaLife Building y el Puente de Manhattan es el Puente de Algonquin, por citar unos ejemplos. Central Park aparece retratado en el juego como Middle Park. Por otra parte, también existen alusiones a organizaciones, instituciones o empresas como el Bank of America que en GTA IV es el Bank of Liberty, Fox News es Weazel News, The New York Times es The Liberty Tree y el FBI es el FIB. Personas leyendo diarios e interactuando unos con otros, muchos de ellos con actitudes altaneras. También aparecen vagabundos en callejones frotando sus manos al fuego, sentados contra la pared o pidiendo limosna. Los flujos de transeúntes y tránsito difieren según la hora y clima.

## Sistema de juego
Grand Theft Auto IV está estructurado de manera similar a los juegos anteriores de la serie. El núcleo del juego consiste en elementos de un juego de disparos en tercera persona y de conducción, brindando al jugador un ambiente amplio y abierto con libertad de movimientos. A pie, el personaje del jugador es capaz de caminar, correr, nadar, saltar y trepar, así como utilizar armas y combatir cuerpo a cuerpo. Los jugadores pueden robar y conducir una gran variedad de vehículos, incluyendo coches, barcos, helicópteros y motocicletas. Grand Theft Auto IV toma ventaja del Natural Motion del motor Euphoria, el cual combina inteligencia artificial, biomecánicas y físicas para hacer el comportamiento y la adaptación de movimientos de los personajes más realistas.
El ambiente abierto y no lineal permite a los jugadores explorar y escoger cómo desean jugar. Aunque las misiones son necesarias para progresar a través del juego y desbloquear ciertas partes del mapa y contenido, los jugadores pueden completarlas cuando deseen. Cuando no se está desarrollando una misión, el jugador puede deambular libremente por toda la ciudad. Sin embargo, crear estragos puede originar una atención no deseada y potencialmente fatal de las autoridades. Niko puede contratar prostitutas y pagar por tres niveles diferentes de servicio sexual, o bien pedir un baile erótico mientras visita clubs de striptease. El juego ofrece una representación poco detallada de los actos sexuales con prostitutas, y no hay desnudez sexualizada.
Es posible tener múltiples misiones activas, debido al hecho de que algunas misiones continuarán sobre el curso de varios días y requerirán que el jugador espere por las siguientes instrucciones. Además, incluye una novedad que consiste en poder participar en gran variedad de misiones con personajes aleatorios que el jugador encuentra por las calles de Liberty City. Por primera vez en la serie, Grand Theft Auto IV posee «opciones morales» en varios puntos durante el juego, en los que el jugador es forzado a decidir entre matar a un personaje o perdonarlo, o bien elegir la muerte de un personaje u otro (entre dos posibles), lo que puede influir, o no, en el desarrollo posterior de la historia. El juego tiene dos finales diferentes, que son determinados por la decisión final que tiene lugar en un punto concreto de la trama: el jugador puede escoger entre una misión de venganza o una misión de trato, y cada una conduce a un final diferente.
La conducción de vehículos se ha actualizado con la opción del drive-by que puede realizar el jugador, a diferencia de juegos anteriores donde solo la I.A. podía realizar disparos desde un coche en movimiento. Niko podrá usar una pistola, un subfusil o una granada al atacar desde un automóvil. Esta regla se aplica también a las lanchas. Al disparar desde el vehículo, el jugador es capaz de hacer que las persecuciones sean lo más realistas posibles, ampliando de esa forma el nivel de combate. Por otra parte, las únicas aeronaves que se incluyen en el videojuego son los helicópteros Maverick y Annihilators, ya que los desarrolladores descartaron para esta entrega la opción de incluir aviones ante la decepción de los seguidores, pues el tráfico aéreo fue restringido en Manhattan tras los atentados del 11/S y con ello los desarrolladores lograban mayor realismo con la ciudad neoyorquina.

### Combate y respuesta policial
El sistema de combate con armas ha sido revisado a un mejor esquema en tercera persona. El jugador puede deslizarse para cubrirse, disparar a ciegas o, como última opción, apuntar libremente. Cuando está en la mira, la salud del objetivo aparece indicada por ocho segmentos dentro del círculo del objetivo (el cual es blanco). Estos segmentos pueden ser blancos (si el objetivo es un civil/no atacante o no agresivo) o rojo (autoridades/objetivos hostiles o de asesinato). Adicionalmente, si el objetivo está usando un chaleco antibalas habrá un círculo azul de armadura más pequeño adicional dentro del círculo de salud, mostrando el estado del blindaje del objetivo. Además, Niko puede realizar «ejecuciones cinemáticas». Esto solamente es posible cuando el círculo del objetivo se vuelve rojo; solo puede ser efectuado con una pistola y únicamente a ciertos personajes/situaciones. Los jugadores ahora pueden apuntar a partes individuales del cuerpo usando un moderno sistema de blancos. La salud de Niko está representada por un semicírculo verde en el lado izquierdo del minimapa, mientras que un semicírculo azul en la derecha representa su blindaje.

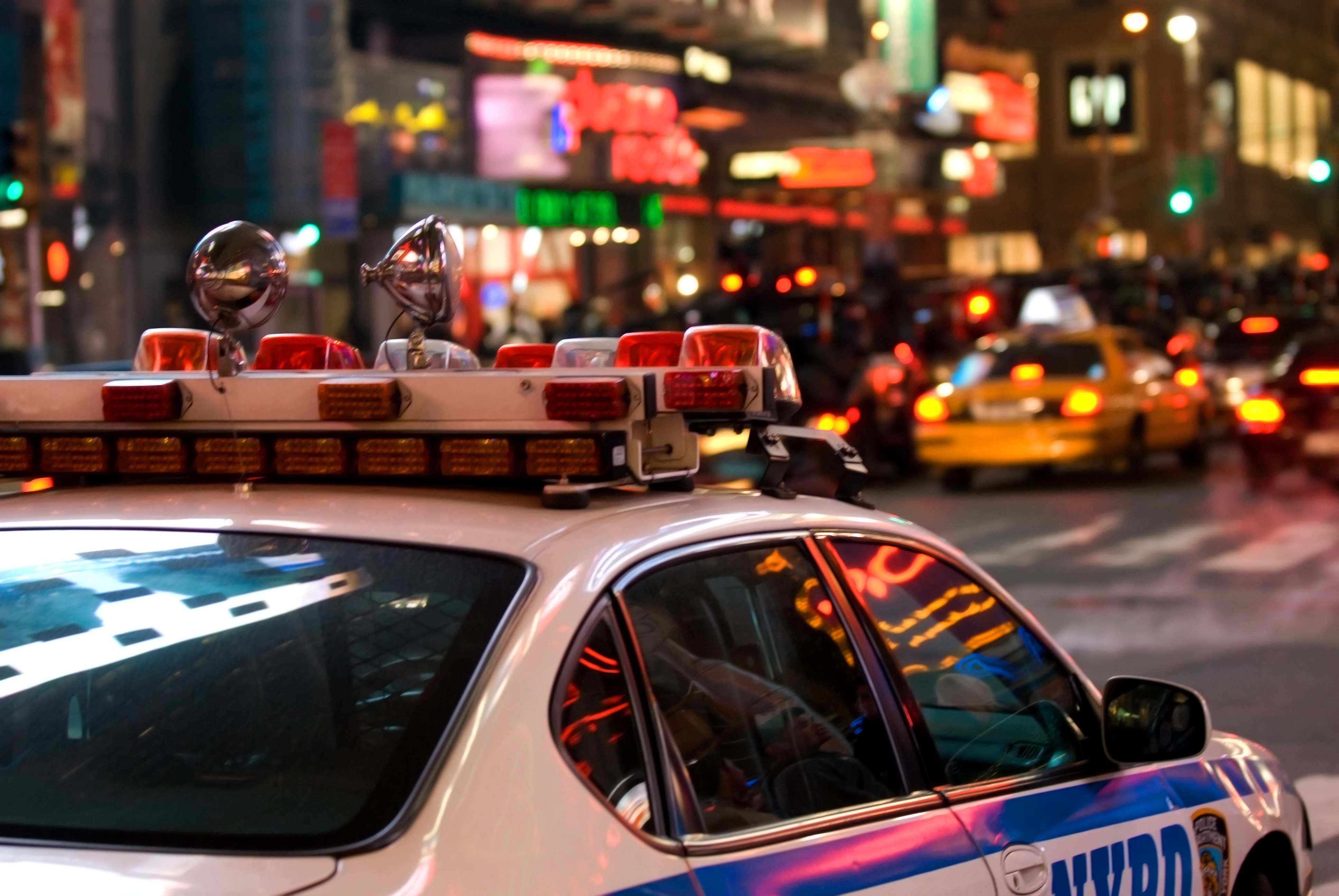
Un vehículo del NYPD similar al del videojuego patrullando en Times Square, retratada en Liberty City como Cruce Estrella.

Si Niko resulta herido puede recuperar su salud usando los servicios de una prostituta, comiendo, bebiendo refrescos, durmiendo, usando kits médicos o usando su teléfono móvil para llamar a los paramédicos, o también a una de las novias en la historia —Carmen Ortiz— que tiene la habilidad de proporcionar un pequeño aumento de salud a Niko llamándola con el móvil. También existen pequeñas heridas físicas como caídas, arrollamientos por vehículos, salir por el parabrisas de un vehículo en un accidente de tráfico y, por supuesto, disparos o explosiones si está equipado con armadura. El blindaje corporal es gradualmente dañado por disparos, explosiones y cuchillazos; aunque este mismo no es capaz de proteger de los golpes de los enemigos. Cuando el nivel de salud del protagonista llega a cero, este reaparece en el hospital más cercano, pero pierde parte de su dinero total en concepto de gastos médicos. Pese a ello, Niko no pierde sus armas después de reaparecer en un hospital, pero sus armas si serán confiscadas si es arrestado y llevado a la estación de policía.

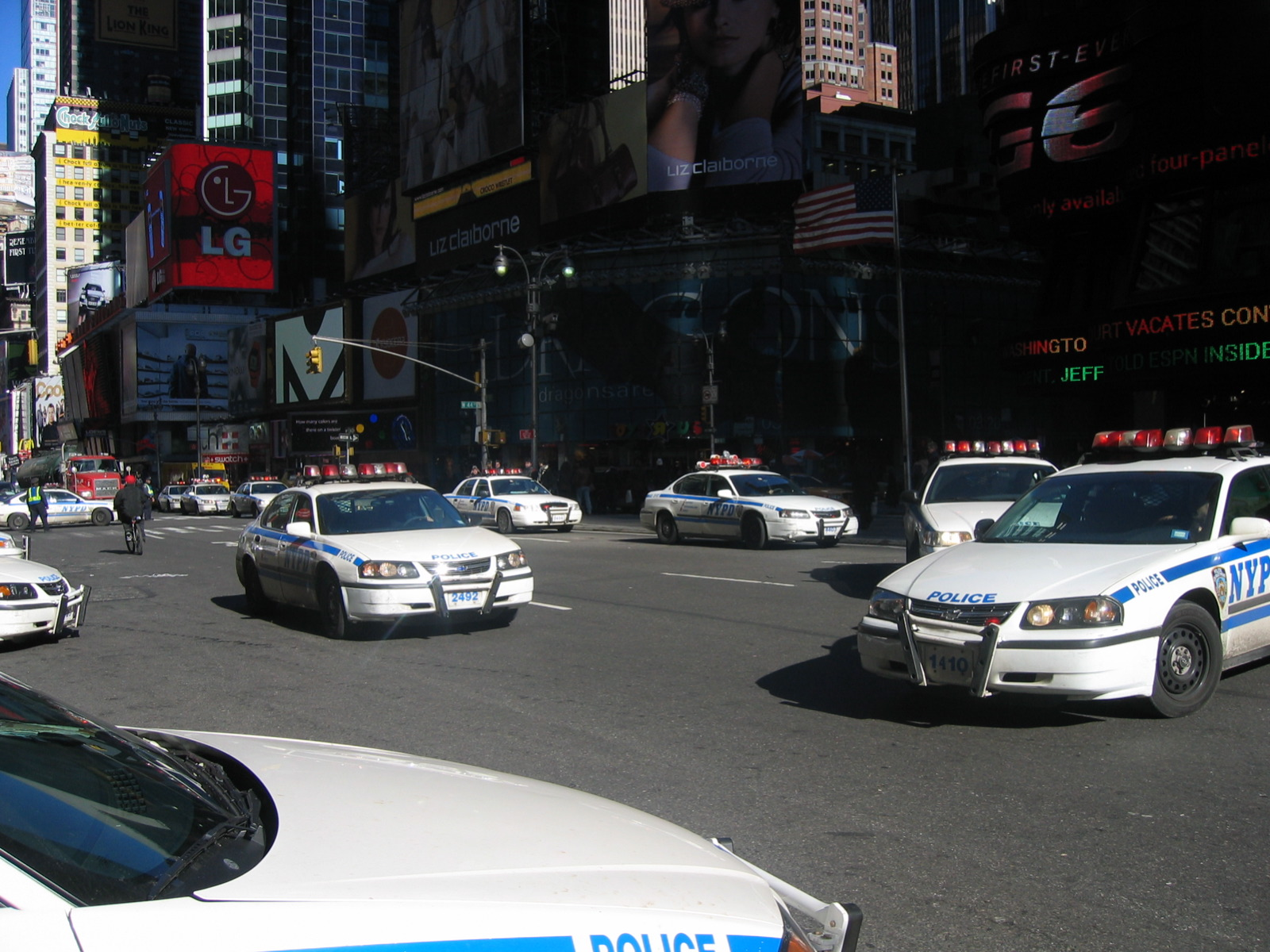
La policía de Liberty City bloqueará las calles principales con un nivel de búsqueda de tres estrellas.

Los niveles de búsqueda operan de manera diferente a anteriores entregas de la serie. Cuando la policía está persiguiendo a Niko, aparece un radio de búsqueda en el mapa, dentro del cual las fuerzas del orden público lo estarán buscando. El tamaño del radio se incrementa a medida que aumenta el nivel de búsqueda del jugador, y se reposiciona en el sitio donde la policía vea a Niko. El jugador puede evadir a la policía escapando del radio de búsqueda y temporalmente mantener un perfil bajo si no comete ninguna nueva infracción. Los niveles de búsqueda pueden desaparecer si Niko conduce su vehículo a un «Pay 'N' Spray», como en juegos anteriores, u ocultándose a sí mismo mediante el cambio clandestino de vehículos en áreas vacías como en garajes o estacionamientos. No obstante, entrar a un «Pay 'N' Spray» no hará desaparecer los niveles si la policía ve a Niko entrando al garaje. El jugador tiene la opción de intentar escapar del arresto antes de que sea esposado, pero con el coste de incrementar su nivel de búsqueda en una estrella más. Además, los peatones con móviles pueden denunciar los crímenes que puedan presenciar.
Intentar escapar del nivel de búsqueda utilizando un helicóptero será inútil, ya que el radio de búsqueda seguirá constantemente a Niko mientras siga dentro del helicóptero.
El tipo de respuesta policial también difiere ligeramente de anteriores juegos de GTA; pero, a pesar de todo, a mayor caos creado, mayor y más severa será la respuesta policial. Crímenes «menores» como asalto, apuntar con un arma a un policía, arrojar objetos a viandantes, involucrarse en peleas con ciudadanos o dañar algún vehículo policial que está siendo conducido por un agente continúan siendo manejados por patrullas policiales. Niveles más altos de búsqueda activan equipos de soporte con helicópteros de la policía, barcos y agentes del FIB (Federal Investigation Bureau —una parodia del FBI) en GTA IV—). Sin embargo, la policía SWAT y los militares no aparecen con altos niveles de búsqueda, como se podía apreciar en títulos anteriores de la serie, y fueron reemplazados en esta ocasión por un equipo antiterrorista de élite conocido como N.O.O.S.E. (National Office Of Security Enforcement), fusión entre SWAT y el Departamento de Seguridad Nacional de los Estados Unidos. La IA de las fuerzas del orden ha sido mejorada, y ahora la policía usará medidas más agresivas, incluso con dos estrellas. La dificultad para escapar de una persecución hará que un simple escape pueda finalizar en uso de barricadas y bloqueos.

#### Armas
A continuación se muestran las armas disponibles en el videojuego:
- Cuchillo: Muy útil y letal al usarla, puede causar demasiado daño si se realizan múltiples ataques; además de ser ligera y rápida.
- Bate de béisbol: Aún mejor que el cuchillo en ciertas situaciones, es capaz de romper grandes cristales, derribar a los enemigos e incluso desarmarlos; pero es algo más lento de movimientos.
- Glock 17: A pesar de llevar un cargador ilegal de 17 balas, su potencia es muy baja, aunque con un tiro certero en la cabeza, causa la muerte.
- Desert Eagle: Muy potente, pero tiene un cargador legal de solo nueve balas. Es bastante útil en combates tanto a corta como a gran distancia, además de ser ideal para romper el blindaje de los enemigos.
- MAC-10: Bastante impreciso al disparar en ráfagas largas, su ventaja es poseer la mayor cantidad de balas de todas las armas, útil a corta distancia o contra múltiples enemigos.
- MP5: Subfusil más potente y también más preciso que el MAC-10, pero con menor número de municiones.
- Remington 1100: Escopeta de combate mortal a corta distancia, pero inútil a media distancia. Su capacidad es de ocho cartuchos, menor que la Escopeta Remington, puede derribar enemigos si se utiliza de forma correcta.
- Escopeta Remington: Escopeta de corredera precisa a media distancia, y también mortal a corta; su capacidad es de diez cartuchos.
- AK-47: Fusil de asalto, muy potente, aumenta su precisión al disparar en ráfagas cortas y su capacidad de acercamiento en modo zoom es notable, puede romper fácilmente el blindaje de un enemigo.
- Carabina M4: Excelente arma en situaciones de combate tanto a corta como a media y larga distancia, tiene una cadencia ligeramente mayor que el AK-47, además de alcance similar pero una leve diferencia en el daño.
- Remington 700: Un disparo preciso de esta arma en la cabeza o el pecho contra objetivos sin blindaje es letal, aunque su cadencia cíclica es muy lenta.
- PSG-1: No es tan potente como el fusil de francotirador de cerrojo pero muy efectivo en combate debido a su cadencia, con una capacidad de 10 rondas y un alcance similar al fusil de francotirador.
- RPG-7: El arma con mayor daño en el juego. Al dispararse un cohete será impulsado hacia la dirección que se apunta, detonará al impactar con una explosión de gran tamaño; sin embargo su cohete puede desviarse o detonar en un momento inesperado. Al no impactar con algún objeto tardará hasta 5 segundos en detonar, además, sus proyectiles no funcionan en el agua y se hundirán.
- Cóctel molotov: Una sencilla fórmula que consiste en una botella con gasolina y un trapo en llamas; al romperse creará un incendio que hará que cualquier persona cercana se queme hasta la muerte, es capaz de incendiar y reventar los neumáticos de cualquier vehículo e incluso de destruirlo si logra alcanzar el motor o el tanque de combustible
- Granada de mano: Una granada que se puede arrojar o dejar caer al suelo tanto a pie como desde un vehículo, tardará 5 segundos para explotar. Al detonar creará una explosión de tamaño mediano que dañará o destruirá cualquier vehículo cercano y matará instantáneamente a cualquiera que se encuentre dentro de su radio de explosión mientras no tenga blindaje equipado.

### Comunicación
El uso del teléfono móvil se ha expandido para realizar múltiples acciones y ahora tiene un rol fundamental en el desarrollo de la historia. Mediante el móvil, el jugador puede ver mensajes de texto y anotaciones, así como organizar encuentros con amigos para actividades e, incluso, reintentar misiones fallidas accediendo al menú. Asimismo, mediante el móvil, el jugador puede activar trucos. El jugador puede tomar fotos con el teléfono móvil y cargarlos al ordenador de la policía durante ciertas misiones. Niko puede marcar el 911 para llamar a la policía para que arresten a un atacante, o que pierdan su tiempo con una llamada falsa. También puede contactar a los paramédicos y la estación de bomberos. Los paramédicos, después de llegar, son capaces de curar a Niko completamente. El costo es el mismo que el tratamiento en un hospital. Además, el teléfono permite el acceso al modo multijugador y al editor de videos (PC).
El juego tiene también su propia red de Internet, que cuenta con alrededor de cien sitios web creados expresamente por Rockstar North para Grand Theft Auto IV. El jugador puede conectarse a Internet mediante cualquier ordenador que esté disponible o en la cadena de cibercafés «tw@», que cuenta con varios establecimientos a lo largo de la ciudad. Niko puede enviar y recibir correos electrónicos, recibir todo tipo de correos basura y organizar citas con chicas a través de redes sociales. Aunque el cibercafé fue introducido en Grand Theft Auto III, no tenía la opción de navegar por Internet. En un coche patrulla, Niko puede hacer uso de un ordenador policial incorporado en el vehículo para acceder a la base de datos de los criminales más buscados de Liberty City, descubrir información sobre ellos e incluso arrestarlos para completar las misiones secundarias de vigilante. El juego también posee programación de televisión, con varios canales con programas, anuncios y un documental sobre la historia de Liberty City.

### Multijugador
Grand Theft Auto IV incluye contenido multijugador en línea, con 15 modos disponibles. El multijugador soporta hasta 16 jugadores (32 en la versión para PC) y permite a los jugadores explorar la ciudad entera. Los jugadores usan un personaje personalizado en la mayoría de los modos, y el dinero ganado durante el juego se traslada a un nivel en el que el personaje dispone de más ropa, dependiendo del nivel. Los anfitriones de juegos pueden controlar muchas variables, como la presencia policial, el tráfico, y las armas. El juego no posee ninguna pantalla partida o modos de juego multijugador en una red de área local en consolas, pero la versión para PC sí tiene soporte para LAN.
Hay varios modos de juego disponibles. Los juegos por equipos incluyen; «Partida a muerte», hasta ocho jugadores y gana el que más dinero acumula; «Partida a muerte por equipos», donde 2-8 equipos compiten para acumular la mayor cantidad de muertes en un juego de combate tradicional; «Encargo de la Mafiya» y «Encargo de la Mafiya por equipos», en el cual hasta 8 equipos compiten para completar contratos para la mafia rusa, como escoltar/matar objetivos o robar carros; «Robo de coches» y «Robo de coches por equipos», donde 2-8 equipos compiten para robar coches y ganar dinero por mantenerlos intactos; «Policías y ladrones», un equipo de policías debe competir contra un equipo de criminales (donde también existen variaciones como «Todos para uno» —requiriendo que los policías maten al «jefe» criminal antes de que sea llevado al punto de extracción)—; «Guerra de territorios», involucrando a dos equipos que compiten por el control de áreas designadas del mapa y controlarlas el máximo de tiempo posible; «Carrera» y «Carrera GTA», donde el jugador elige el tipo de vehículo y, a modo clásico, gana el primero en llegar —en el modo «Carrera GTA» se permite el uso de armas de fuego—; «Rompetratos», que consiste en arruinar las negociaciones de los moteros y la Mafia italiana; «Bombardear la Base II», en el que el jugador debe robar explosivos y colocarlos en helicópteros y barcos; «Centro de Seguridad Nacional», donde Kenny Petrovic encarga a los jugadores que eliminen a los policías que le siguen; y, por último, el «Modo libre», en el que dieciséis personas como máximo disponen de todo el mapa de Liberty City para jugar libremente.

## Requisitos
|                            | Mínimos | Recomendados                                                                                                |
| CPU                        | Intel Core 2 Duo E4300 / AMD Athlon X2 64                                                                   | Intel Core 2 Quad Q6600 / AMD Phenom X3                                                                     |
| RAM                        | 2 GB (Windows 10) / 10 GB (Windows 7)                                                                       | 2 GB (Windows 10) / 16 GB (Windows 7)                                                                       |
| SO (64 bits)               | Windows Vista (Service Pack 1) / Windows XP (Service Pack 3) / Windows 7 Windows 8, Windows 8.1, Windows 10 | Windows Vista (Service Pack 1) / Windows XP (Service Pack 3) / Windows 7 Windows 8, Windows 8.1, Windows 10 |
| Tarjeta gráfica            | NVIDIA 7900 / ATI X1900                                                                                     | NVIDIA 8600 / ATI 3870                                                                                      |
| Disco Duro (Espacio libre) | 17GB | 20GB |

(Las computadoras que no cumplen los requisitos mínimos pueden ejecutar el juego con ayuda de unas cuantas modificaciones, sin embargo habrá algunos problemas de rendimiento y la posibilidad de incompatibilidad o fallas internas del juego)

## Banda sonora
Como en anteriores juegos de la serie Grand Theft Auto, GTA IV posee una banda sonora que puede ser escuchada a través de estaciones de radio mientras el jugador está en un vehículo. Liberty City está provista de dieciocho estaciones de radio, tres de las cuales son estaciones de discusión. Las otras estaciones poseen música de una gran gama de géneros. Hay inclusiones notables a la banda sonora del juego, como Smashing Pumpkins, Thin Lizzy, Seryoga, Bob Marley, Calle 13, Don Omar, Ruslana, Buju Banton, Electric Light Orchestra, The Who, Queen, Black Sabbath, Philip Glass, Jean Michel Jarre, Kanye West, R. Kelly, Daddy Yankee, Lloyd, Genesis, Elton John, Wisin y Yandel, ZZ Top, R.E.M., Ne-Yo y Barry White. El tema principal (música de la introducción) de Grand Theft Auto IV es «Soviet Connection» compuesta por Michael Hunter, quien también compuso el tema para Grand Theft Auto: San Andreas.
El juego usa un sistema de orden de música similar al de Grand Theft Auto: San Andreas. En los primeros juegos de la serie, cada estación de radio era un solo archivo de sonido repetido, tocando las mismas canciones, anuncios y propaganda en el mismo orden cada vez. Con las estaciones de radio en Grand Theft Auto IV, cada archivo de sonido está separado y son «mezclados» al azar, permitiendo que las canciones, anuncios y radioescuchas se reproduzcan en órdenes diferentes, además al igual que Grand Theft Auto: San Andreas los eventos del argumento se mencionen en las estaciones dependiendo del progreso en la historia. Ciertas canciones están también editadas para incorporar referencias a la ficticia Liberty City.
Debido a una asociación entre Rockstar Games y Amazon, los jugadores son capaces de comprar MP3 en el mundo real a través del teléfono celular de GTA IV. Los jugadores pueden marcar canciones en la radio que les guste marcando ZIT-555-0100 en el teléfono de Niko. Recibirán un mensaje de texto con el nombre de la canción y el artista. Si un jugador está registrado en el sitio web Rockstar Games Social Club recibirá un correo electrónico en el mundo real con un vínculo a la lista de canciones de Amazon.com donde todas las canciones marcadas por el jugador están listas y disponibles para comprar.Lamentablemente Rockstar Games borró más de 50 canciones en la actualidad debido a sus problemas de licencias.

## Desarrollo
El trabajo en Grand Theft Auto IV empezó en noviembre de 2004, casi inmediatamente después del lanzamiento de Grand Theft Auto: San Andreas. Cerca de 150 desarrolladores de juegos trabajaron en Grand Theft Auto IV, dirigidos por miembros principales del equipo de Grand Theft Auto III. El juego usa RAGE, motor de juego propiedad de Rockstar, el cual fue previamente usado en Rockstar Table Tennis, en combinación con el motor de animación Euphoria. En vez de animaciones pre-escritas, Euphoria usó animación de procedimiento para controlar la forma en la que el jugador se movía, logrando movimientos más realistas en el personaje. El motor Euphoria también permite que los PNJs reaccionen de una manera realista a las acciones del jugador. En un avance, un jugador golpeó a un PNJ hacia una ventana y este se agarró del borde para detener su caída. Además, el juego usa «middleware» de Image Metrics para facilitar expresiones faciales intrincadas y facilitar el proceso de incorporar sincronización con los labios. El follaje en el juego fue producido a través de SpeedTree.

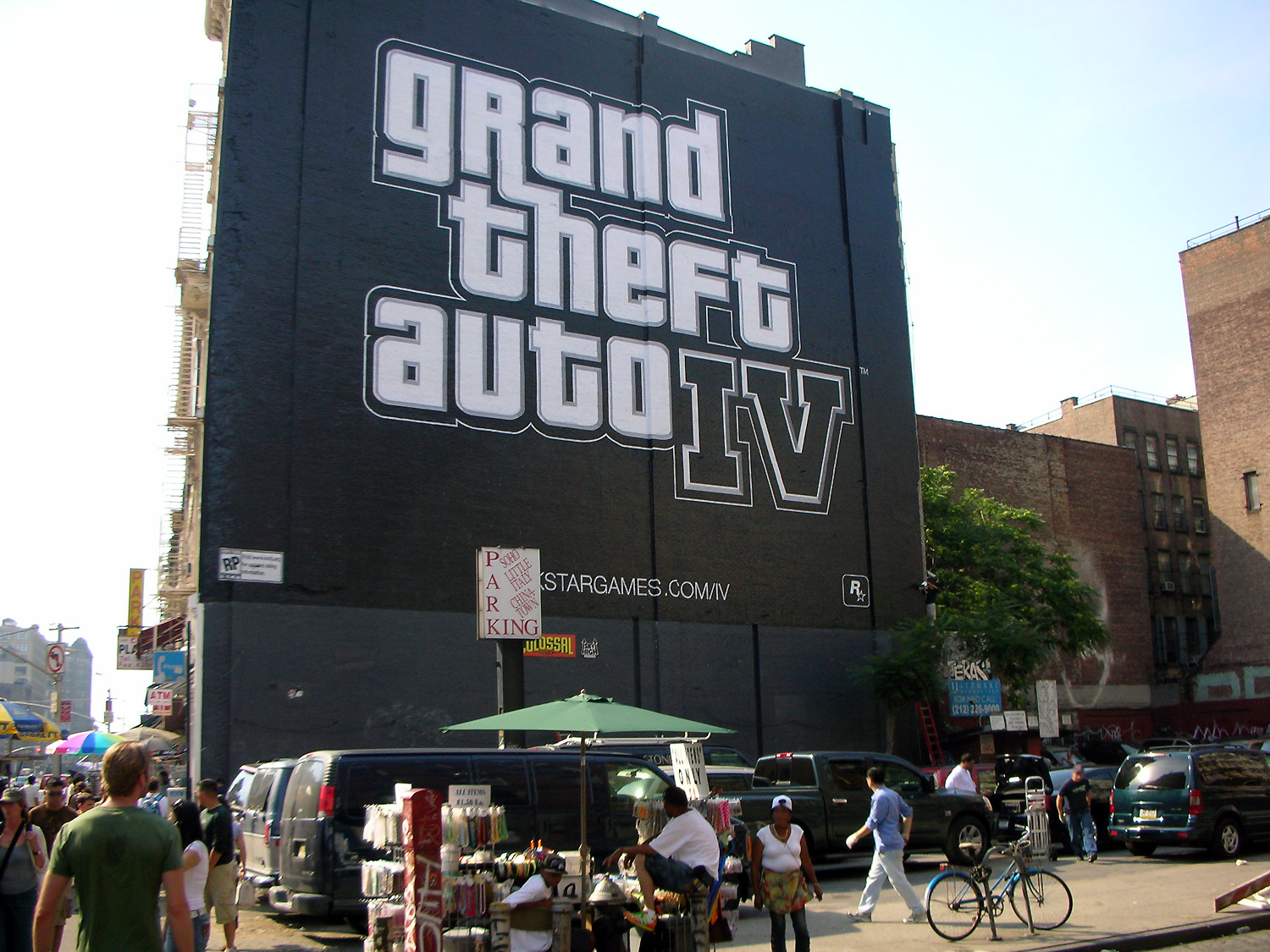
Mural en Chinatown, Nueva York, julio de 2008.

Grand Theft Auto IV significó un cambio en la serie hacia un estilo y tono más realistas y detallados, en parte un resultado de la transición a consolas que ofrecen gráficos en alta definición y las nuevas y mejoradas capacidades de tales consolas. El cofundador de Rockstar, Dan Houser, aseguró que «lo que estamos tomando como nuestro lema en GTA IV es la idea de lo que la alta definición realmente significa. No sólo en términos gráficos, que obviamente estamos logrando, sino en términos generales de todos los aspectos de diseño. [...] Intentar hacer algo más realista, más compacto, pero reteniendo aún la coherencia global que otros juegos tenían». El director artístico, Aaron Garbut, dijo que una de las razones por la que decidieron establecer el juego en Nueva York es porque «todos sabemos cuán impresionante, diversa, vibrante y cinematográfica es la ciudad». Por su parte, Dan Houser agregó que otra de las razones fue que «estábamos trabajando en alta definición y sabíamos que necesitaríamos un montón de investigación, queríamos estar en algún lugar donde tuviéramos un punto de apoyo». Los desarrolladores, conscientemente, evitaron crear una recreación fiel de la ciudad de Nueva York, ya que, como reconoció Dan Houser, «lo que siempre hemos tratado de hacer es elaborar algo que luzca real y tenga las cualidades de una ambiente real, pero también es divertido desde una perspectiva de diseño de juego». La interpretación de Liberty City en Grand Theft Auto IV está más detallada que en anteriores versiones y es la ciudad individual más grande en la serie. Aunque el mapa es más pequeño que San Andreas, Liberty City es comparable a la primera en cuanto al «nivel de verticalidad de la ciudad, el número de edificios en el que puedes entrar y el nivel de detalle de estos edificios» que se toman en cuenta. La meta para Liberty City era no tener puntos muertos o espacios irrelevantes, como los campos de San Andreas. Para lograr un ambiente realista, el equipo Rockstar North, con sede en Edimburgo, Escocia, hizo dos viajes de investigación a Nueva York; uno al comienzo del proyecto (el cual es habitual en toda la serie GTA) y otro, posteriormente, más corto durante el desarrollo del videojuego. Un equipo de investigación a tiempo completo en Nueva York trabajó recopilando información que dotara de gran realismo a la ciudad, como la composición étnica de los barrios o la filmación de modelos de tráfico reales.
La historia de Grand Theft Auto IV fue escrita por Dan Houser y Rupert Humphries. A diferencia de anteriores entregas de Grand Theft Auto, con una fuerte influencia cultural o cinematográfica, «GTA IV no tiene realmente ninguna influencia cinematográfica», según afirmó Dan Houser. «El asunto no es tratar de hacer un homenaje amoroso o referenciar otras cosas. Es referenciar al lugar real por sí mismo». Houser también señaló que «en términos del personaje, queríamos algo que fuese natural y nuevo, pero no algo que fuese derivado de una película».

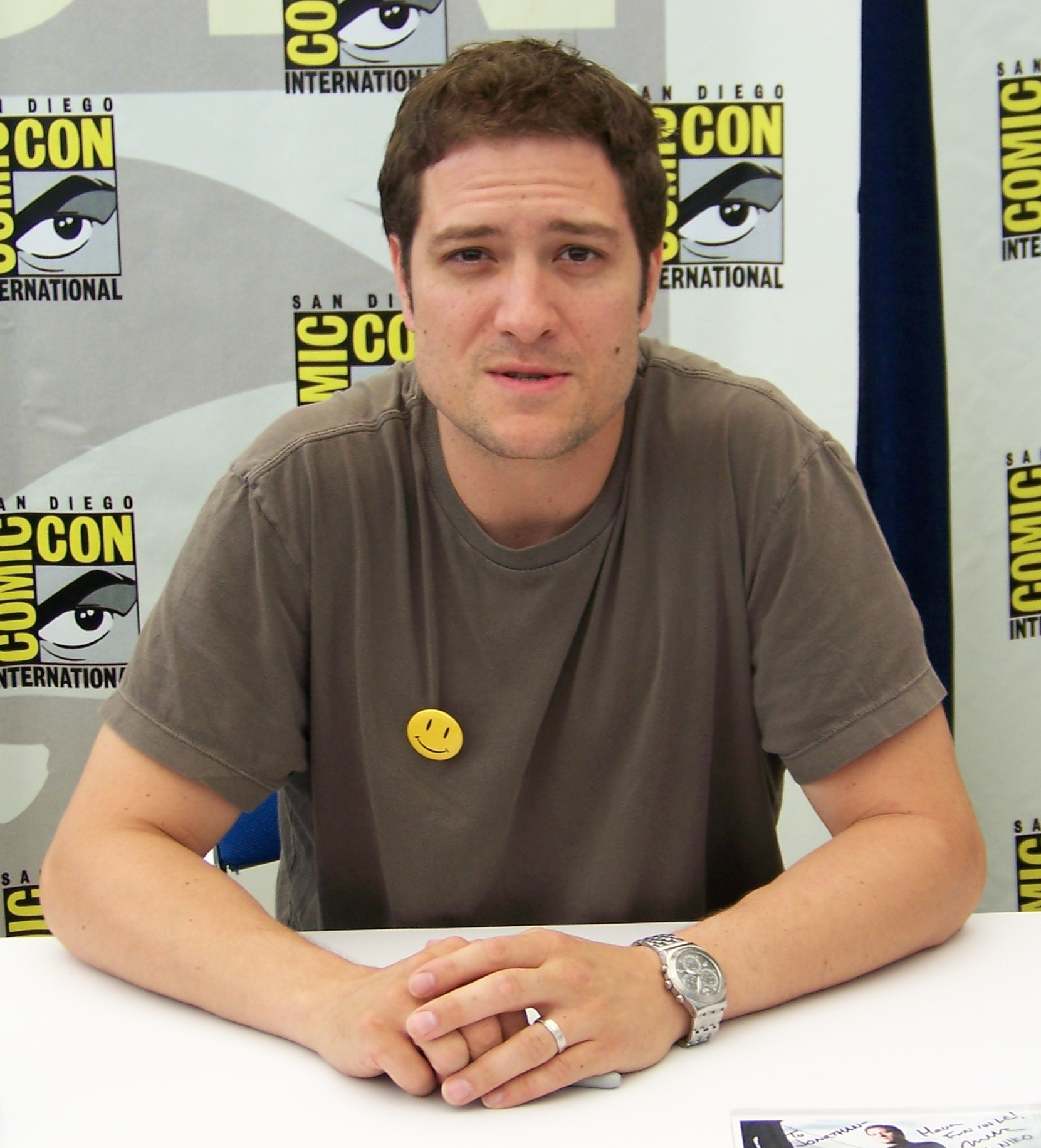
Michael Hollick prestó su voz al personaje de Niko Bellic, lo que le valió para ganar el premio a la Mejor Interpretación Humana en los Spike Video Game Awards de 2008.

El supervisor de la música de GTA IV, Ivan Pavlovich, dijo que «teníamos que elegir las canciones que componen Nueva York como es hoy, pero puede estar seguro de que no quedará anticuado para el día en que el juego salga a la venta». Los desarrolladores contactaron con más de 2.000 personas a fin de obtener el registro y los derechos de publicación. Incluso contrató a un investigador privado para localizar a los familiares del fallecido miembro de Skatt Bros., Sean Delaney, para obtener la licencia de la canción de la banda, «Walk the Night». Citando fuentes cercanas al acuerdo, la revista Billboard informó que Rockstar pagó hasta 5.000 dólares por la composición y otros 5.000 dólares por la grabación de cada canción. Los desarrolladores originalmente consideraron dejar a los jugadores comprar música en una tienda de discos en el juego y permitir que Niko tuviera un reproductor de MP3, pero ambas ideas fueron descartadas. El tema principal de Grand Theft Auto IV es «Soviet Connection», de Michael Hunter, quien ya compuso el propio de Grand Theft Auto: San Andreas. Entre las personalidades que prestaron sus voces para locutores de radio se incluyen al diseñador de moda Karl Lagerfeld, los músicos Iggy Pop, Femi Kuti, Jimmy Gestapo, Daddy Yankee, y Ruslana, además del locutor real de radio Lazlow Jones. DJ Green Lantern produjo canciones exclusivamente para la estación de radio hip hop The Beat 102.7. Bobby Konders, quien presenta la emisora Massive B Soundsystem 96.9, realizó un viaje a Jamaica expresamente para conseguir artistas dancehall y volver a grabar las pistas que hacían referencias a los barrios de Liberty City.
El entonces vicepresidente de Microsoft, Peter Moore, anunció en el E3 2006 que el videojuego aparecería en Xbox 360 mientras mostraba al público un tatuaje temporal de GTA IV. Inicialmente, Rockstar Games pareció comprometerse con la fecha de salida del 16 de octubre de 2007; sin embargo, el analista de Wedbush Morgan, Michael Pachter sugirió que Take-Two podría inclinarse por retrasar el lanzamiento del videojuego para impulsar sus resultados financieros en 2008 y evitar así la competencia con el lanzamiento de otros títulos muy esperados, como Halo 3. Rockstar reaccionó asegurando que Grand Theft Auto IV se mantendría en su salida para «finales de octubre». Sin embargo, el 2 de agosto de 2007, Take-Two anunció que Grand Theft Auto IV no saldría en su fecha de lanzamiento original del 16 de octubre de 2007, en contra de sus declaraciones anteriores, y podría verse pospuesta la salida del videojuego durante el segundo trimestre fiscal (febrero-abril) de 2008. En una conferencia posterior con los inversores, Strauss Zelnick de Take-Two atribuyó la demora a «problemas casi estrictamente tecnológicos... no problemas, sino retos». Se puso de manifiesto que las dificultades técnicas con la versión de PlayStation 3 contribuyeron a la demora, junto con los problemas de almacenamiento en la consola Xbox 360. El 24 de enero de 2008, Take-Two anunció que Grand Theft Auto IV sería lanzado el 29 de abril de 2008. Como se acercaba la fecha de lanzamiento, Rockstar Games y Take-Two explotaron la comercialización del juego de manera muy intensa y de diversas formas, incluyendo anuncios de televisión, vídeos en Internet, vallas publicitarias, marketing viral y un sitio web rediseñado. En una junta de accionistas de Take-Two el 18 de abril de 2008, Ben Feder, consejero delegado de Take-Two, anunció que GTA IV ya estaba en la «fase dorada» y estaba «en la producción y en los camiones en ruta a los minoristas». En general, Grand Theft Auto IV tomó a más de mil personas y más de tres años y medio para llevarse a cabo, con un costo total estimado en aproximadamente cien millones de dólares, lo que le convirtió en el videojuego más caro jamás desarrollado.

### Contenido descargable

#### Grand Theft Auto IV: The Lost and Damned
Rockstar Games desarrolló Grand Theft Auto IV: The Lost and Damned. El episodio se centraba en Johnny Klebitz, miembro de la pandilla de motociclistas de Liberty City The Lost y que aparece en algunas misiones de Grand Theft Auto IV junto a Niko Bellic. Aunque también está categorizado como un juego independiente tipo Stand Alone. Dan Houser, vicepresidente del desarrollo creativo en Rockstar Games, afirmó que el episodio mostraría «un lado diferente de Liberty City». El precio del contenido es de 1600 Microsoft Points (€20). Jerónimo Barrera, Vicepresidente de Desarrollo de Productos de Rockstar Games, dijo que los episodios serían un experimento porque no estaban seguros de si habría suficientes usuarios con acceso al contenido en línea en Xbox 360. El gerente de finanzas de Take-Two Interactive, Lainie Goldstein, reveló que Microsoft estaba pagando un total de 50 millones de dólares por los primeros dos episodios.
El contenido fue anunciado durante la conferencia de prensa de Microsoft en el E3 del 9 de mayo de 2006. Peter Moore, por aquel entonces jefe de la división Interactive Entertainment Business de Microsoft, describió el contenido descargable como «paquetes episódicos épicos, y no sólo un coche o un personaje extra». Un comunicado de prensa durante la conferencia aseguraba que los paquetes agregarían «horas de un juego completamente nuevo». El 20 de febrero de 2008, fue inicialmente anunciado que el contenido extra sería introducido al comienzo de agosto del mismo año. Como parte de sus reportes financieros de su segundo trimestre, Take-Two anunció que el contenido descargable había sido retrasado y sería lanzado durante el primer trimestre de su año financiero de 2009 (noviembre de 2008–enero de 2009). El 13 de noviembre de 2008 el presidente ejecutivo de Take-Two, Strauss Zelnick, dijo que mientras estaban planeando publicar el primer episodio, sobre enero de 2009, esta fecha podría cambiar al segundo trimestre financiero (febrero-abril) dependiendo de la fecha de finalización.

#### Grand Theft Auto IV: The Ballad of Gay Tony
Rockstar Games lanzó el 29 de octubre de 2009 el segundo episodio de Grand Theft Auto IV, The Ballad of Gay Tony.
«Liberty City es el mundo de juego más vibrante que jamás hemos creado. La estructura episódica nos ha permitido entrelazar historias, jugabilidad y atmósfera de un modo completamente nuevo», dijo Sam Houser, fundador de Rockstar Games. «El equipo de Rockstar North se ha superado de nuevo, y ha hecho algo épico y muy innovador. Este episodio se centra en la vida nocturna de élite, en contraste con las bandas moteras retratadas en The Lost and Damned, dándonos un montón de nuevas posibilidades jugables». La historia se centra en Luis López, un matón a medio tiempo, y guardia de seguridad en una disco en Liberty City de Anthony «Tony» Prince (más conocido como «Gay Tony»). Al igual que Grand Theft Auto IV: The Lost and Damned, en las misiones aparecerán personajes conocidos de GTA IV como Niko Bellic, Roman Bellic y Ray Bulgarin. También está categorizado como un juego independiente tipo Stand Alone.

### Edición especial
Grand Theft Auto IV: Episodes From Liberty City fue el lanzamiento doble de los contenidos descargables en un solo disco: el nuevo The Ballad of Gay Tony y el primer episodio, The Lost and Damned, juntos por primera vez en disco para Xbox 360 y que no requería una copia de Grand Theft Auto IV para jugar. Claro ejemplo de como lanzar un tipo de juego independiente Stand Alone bien hecho y bien aprovechado. Su fecha de lanzamiento fue el 29 de octubre de 2009. El 13 de abril salió para Microsoft Windows y PlayStation 3 en Norteamérica y el 16 de abril en Europa.
Grand Theft Auto IV & Episodes From Liberty City: The Complete Edition, incluye el juego original y los dos contenidos descargables en un disco su fecha de lanzamiento fue el 26 de octubre de 2010 en Estados Unidos y en otros países el 30 de octubre de 2010 para las consolas Xbox 360 y PlayStation 3.

### Actualizaciones
Tras el lanzamiento del juego, Kotaku informó que varios usuarios de PlayStation 3 y Xbox 360 habían denunciado problemas durante la entrada de vídeo inicial del juego. En esa misma web se aseguraba que el multijugador en línea estaba caído el día del lanzamiento para algunos usuarios de PlayStation 3. El 7 de mayo de 2008, Rockstar publicó un parche para la versión de PlayStation 3 del juego para mejorar la experiencia multijugador. Según Rockstar Games, la actualización prevenía que los servidores de GameSpy se sobrecargasen y se podría reducir el impacto en estos servidores que estaban causando la ralentización en el juego. Posteriormente se hicieron mejoras al modo multijugador y estuvieron disponibles el 23 de junio de 2008.
El 27 de octubre de 2008, Rockstar Games lanzó una actualización que agregaba soporte para los Trofeos en la versión de PlayStation 3. Como los Logros en Xbox 360, los Trofeos podían ser desbloqueados completando ciertas tareas únicas.
El 15 de noviembre de 2008, otro parche (1.04) fue lanzado para la versión de PlayStation 3.
El 13 de diciembre de 2008, un parche (1.0.1.0) fue lanzado para la versión del juego en Microsoft Windows. Este parche permitía el soporte para DirectInput, posibilitando el uso de controles aparte de Microsoft.
El 24 de enero de 2009, fue lanzado otro parche (1.0.2.0) para la versión del juego en Microsoft Windows. Corregía muchos problemas gráficos y de rendimiento, así como también corregía problemas creados por el primer parche.
El 21 de marzo de 2009, otro parche (1.0.3.0) fue lanzado para la versión del juego en Microsoft Windows.
El 19 de junio de 2009, Rockstar Games lanzó el cuarto parche (1.0.4.0) para la versión del juego en Microsoft Windows. Esta actualización servía para preparar al juego para la próxima gran actualización y Rockstar Toronto la calificó como una «actualización de mantenimiento».
El 10 de noviembre de 2009, Rockstar Games lanzó el quinto parche (1.0.0.4, no debe confundirse con el anterior) para la versión del juego en Microsoft Windows. Corregía algunos errores menores, mejoraba la asignación de teclado y añadía los cinco Logros de Grand Theft Auto IV: The Lost and Damned.
El 23 de marzo de 2010, un parche (1.06) fue lanzado para la versión de PlayStation 3. La música de la introducción fue ligeramente modificada para comenzar después de los logos de apertura. En preparación para el contenido descargable, se añadieron los trofeos de The Lost and Damned y The Ballad of Gay Tony. Las opciones para multijugador en línea fueron completamente re-ordenado. Se corrigieron errores del modo multijugador.
El 13 de abril de 2010, Rockstar lanzó el parche 1.0.6.0 para la versión Microsoft Windows. Esta versión borraba la aplicación de Rockstar Games Social Club ya que no era necesario para ejecutar el juego, mejoran la calidad de sombras y rendimiento, la seguridad del multijugador contra los hackers y trucos, soporta los contenidos descargables y corregir varios errores más.
El 28 de mayo de 2010, Rockstar lanzó el parche 1.0.7.0 para la versión Microsoft Windows. Esta versión corregía nuevos errores del juego.
El 11 de noviembre de 2016, Rockstar lanzó el parche 1.0.8.0 para la versión Microsoft Windows. Esta versión está orientada más al rendimiento y la compatibilidad en nuevos dispositivos Windows, pero no eliminó el requisito de Games For Windows LIVE.

### Versión para Windows
El 6 de agosto de 2008, Rockstar anunció que una versión para Microsoft Windows estaba en desarrollo por Rockstar North y Rockstar Toronto. El juego fue anunciado originalmente para la venta en Norteamérica el 18 de noviembre de 2008 y en Europa el 21 de noviembre de 2008, pero más tarde fue retrasado de vuelta al 2 y el 3 de diciembre de 2008, respectivamente.
Cuenta con características ampliadas, incluyendo un control de densidad del tráfico, configuraciones de distancia de dibujado y un editor de repeticiones. El editor de repetición permite a los jugadores grabar y editar clips de juego que pueden ser subidos a Rockstar Games Social Club. Se utiliza Games for Windows - Live para el juego en línea con soporte para hasta 32 jugadores en el modo multijugador. Además se utiliza una protección por medio de SecuROM y se requiere una activación en línea para poder jugar.
La versión para Windows fue elogiada por sus gráficos mejorados en comparación con las versiones de videoconsolas, pero por otro lado hubo informes de muchos clientes que no pudieron jugar debido a incompatibilidad con controladores de ATI Radeon, ningún soporte para SLI, problemas con DRM, y otros problemas no corregidos, como el requerimiento de Windows XP Service Pack 3 / Windows Vista Service Pack 1. Hubo una serie de denuncias porque el juego no se podía instalar debido a que los jugadores no pueden instalar Vista SP1 en sus computadoras. Se presentaron también múltiples errores de software así como los fallos que se fueron reportando. Bit-Tech fue tan lejos como para nombrar a la versión de PC como el cuarto juego «más decepcionante» de 2008.

## Recepción

### Crítica
Grand Theft Auto IV ha recibido la aclamación universal de la crítica. En el agregador de análisis MobyGames, Grand Theft Auto IV es uno de los juegos con más puntuación de todos; en TopTenReviews y GameRankings, es el segundo mejor puntuado de todos, detrás de Super Mario Galaxy y The Legend of Zelda: Ocarina of Time, respectivamente. Al llegar su fecha de lanzamiento, a la mayoría de las publicaciones no se les enviaron copias del juego. En cambio, los críticos tuvieron que jugar el juego en las oficinas de Rockstar o en salas de hoteles reservadas.
El número de mayo de 2008 de la Revista Oficial Xbox en el Reino Unido publicó la primera crítica a Grand Theft Auto IV, otorgándole la puntuación máxima, 10 sobre 10. La revista también declaró que el juego es «un mundo increíblemente real; impresionantes escenas de acción; una historia realmente fascinante; y un modo multijugador muy entretenido»; en definitiva, un juego «enorme en todos los aspectos». La Revista Oficial PlayStation en el Reino Unido también concedió la máxima nota a GTA IV, 10 sobre 10, en su número de mayo de 2008, describiendo el videojuego como «una obra maestra que mejora a todos los anteriores GTA». Xbox World 360, por su parte, dio una puntuación del 98%, lo máximo que han otorgado a un videojuego, y en su crítica aseguraron que GTA IV ofrecía «todo lo que podíamos esperar e increíblemente más». GameSpot dio un 10 sobre 10, haciendo de GTA IV el primer juego al que otorgan esa puntuación desde 2001. En su review, GameSpot califica a GTA IV como «fascinante», con un «gran número de características on line» y finaliza asegurando que GTA IV es «el mejor de la serie Grand Theft Auto».
Hilary Goldstein de IGN dio un resultado final al juego de 10 sobre 10, logrando, además, un 10 en todos los aspectos individuales: presentación, sonido, gráficos, jugabilidad y atractivo final. GTA IV fue el primer videojuego en la historia de dicha publicación en recibir un 10 en todos los apartados. Goldstein se refirió al videojuego «como un gran salto adelante con respecto a Grand Theft Auto III, aunque en formas más sutiles», y dijo que «establece un nuevo punto de referencia para el resto de juegos», en el que no hay «ni un sólo punto débil». La única crítica negativa fue para «los ocasionales fallos en el sistema de cubiertas» de los edificios mientras se circula a gran velocidad, pero finalizando con una aclaración: «No solemos dar "dieces" normalmente; solo a los juegos que han hecho méritos para lograrlo».
El periódico británico Daily Star dio una crítica positiva: «Este podría ser el título definitivo, uno que sea recordado en años futuros como el más destacado de la era». El New York Times escribió una revisión favorable, describiéndolo como una «violenta, inteligente, profana, simpática, detestable, astuta y rica textura, y un trabajo absolutamente poderoso de una sátira cultural disfrazada de diversión». La revista cinematográfica Empire calificó a GTA IV con su máxima nota, 5 sobre 5, en su sección de crítica de videojuegos.
El portal en línea de videojuegos Meristation calificó a GTA IV como «obra maestra» y otorgó un 10 sobre 10 al juego protagonizado por Niko Bellic, añadiendo que «es un ejercicio de superación impresionante; el empeño de un equipo que inventó un género por hacerlo más grande y mejor. Cuando Rockstar Games habla, los demás callan». Acaba concluyendo que «no significa que sea perfecto, aunque no lo es por muy poco». A su juicio, los únicos defectos son «algunas imperfecciones en la detección de colisiones».
El videojuego logró los premios de «Juego del Año» y «Mejor Juego de Acción-aventura» en la gala de los premios Spike Video Game Awards de 2008. El actor Michael Hollick también logró el premio a la «Mejor Interpretación Masculina» por su papel como Niko Bellic.

### Éxito comercial
Las acciones de Take-Two Interactive se revalorizaron un 3,4% tras las críticas positivas al videojuego. Scott Hillis, de Reuters, dijo que las ventas del juego durante la primera semana alcanzarían los 400 millones de dólares. Algunos observadores sugirieron que el éxito de GTA IV podría perjudicar al estreno de Iron Man, el 2 de mayo de 2008, estableciendo un precedente en el que los estudios de cine empezarían a buscar fechas libres de lanzamiento de videojuegos para comprobar si hay conflictos de ese tipo. Matt Richtel, de The New York Times, esperaba del nuevo título de la serie que «sea uno de los debuts más grandes en la historia de los videojuegos» y dijo que esperaba que el videojuego vendiese 5 millones de copias en las dos primeras semanas. El analista Michael Pachter previó que el juego vendería desde 11 hasta 13 millones de unidades para finales de 2008. Pachter también esperaba que Grand Theft Auto IV represente el 3,2% de todas las ventas de software en Europa y Estados Unidos para 2008 y situó las ventas totales del juego hasta llegar a las 16-19 millones de ventas definitivas. Take-Two invirtió en GTA IV alrededor de 65 millones de euros y, en solo una semana, el videojuego le reportó cerca de 323 millones de euros, ganancias que superaron a las de la mayoría de estrenos cinematográficos de ese momento.
| Ventas de Grand Theft Auto IV | Ventas de Grand Theft Auto IV | Ventas de Grand Theft Auto IV |
| Fecha                         | Volumen                       | Ref.                          |
| ----------------------------- | ----------------------------- | ----------------------------- |
| 29 de abril de 2008           | 3.600.000                     | [ 166 ]                       |
| 7 de mayo de 2008             | 6.000.000                     | [ 166 ]                       |
| 31 de mayo de 2008            | 8.500.000                     | [ 167 ]                       |
| 16 de agosto de 2008          | 10.000.000                    | [ 168 ]                       |
| 31 de enero de 2009           | 13.000.000                    | [ 169 ]                       |
| 3 de marzo de 2010            | 15.000.000                    | [ 170 ]                       |
| 8 de junio de 2010            | 17.000.000                    | [ 171 ]                       |
| 19 de febrero de 2011         | 20.000.000                    | [ 172 ]                       |
| 14 de septiembre de 2011      | 22.000.000                    | [ 173 ]                       |

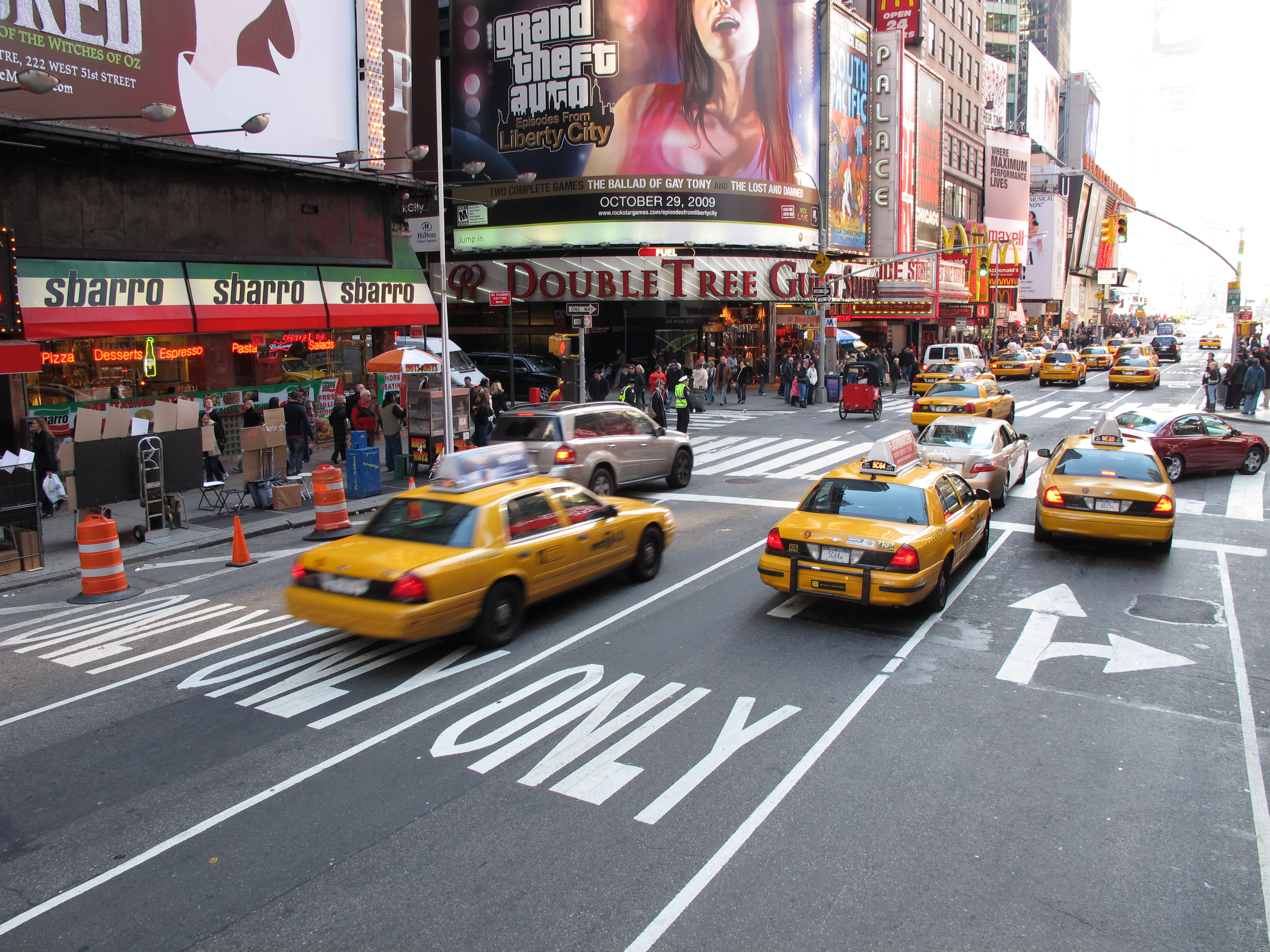
Los taxis en Liberty City transportan al jugador rápidamente a cualquier lugar del mapa. En la imagen, taxis en Manhattan similares a los del videojuego ante un cartel promocional de Grand Theft Auto: Episodes From Liberty City.

Tras el lanzamiento, Grand Theft Auto IV logró dos récords de ventas: el de videojuego más vendido en un solo día y el de más vendido en una semana. El videojuego despachó más de 3,6 millones de copias en su primer día disponible, mientras que en su primera semana el título de Rockstar vendió 6 millones de unidades, unos 500 millones de dólares en ventas. En el Reino Unido, el juego vendió 631.000 copias en el primer día a la venta, convirtiéndose en el juego vendido más rápidamente en la historia del país, de acuerdo con Chart-Track. El anterior récord en las islas británicas lo ostentaba Grand Theft Auto: San Andreas, con 501.000 juegos vendidos en el primer día. Durante los primeros cinco días del juego en venta, el juego despachó 1,85 millones de copias para Xbox 360 y un millón para PlayStation 3 en los Estados Unidos, según los datos de NPD Group; en el Reino Unido la versión de Xbox 360 vendió 514.000 videojuegos y en PlayStation 3 logró 413.000 unidades, según datos facilitados por Chart-Track. Grand Theft Auto IV es el quinto videojuego más vendido en la historia de Xbox 360 y el octavo en PlayStation 3 en los Estados Unidos. La versión de Xbox 360 logró, en total, 3,29 millones de copias vendidas, mientras que PlayStation 3 vendió 1,89 millones, lo que supuso unas ventas combinadas totales de 5,18 millones de copias en 2008 solo en Estados Unidos. GameStop y EB Games aseguraron que GTA IV lideró el ranking de ventas en su franquicia de Puerto Rico, que ocupó el número uno en cuanto a ventas y reservas. Incluso, llegaron a abrirse tiendas de estas franquicias a medianoche para continuar vendiendo el videojuego.
El 13 de mayo de 2008, Grand Theft Auto IV rompió el Récord Guiness al «Videojuego más vendido en 24 horas» y el de «Mayor beneficio generado por un producto de entretenimiento en 24 horas». Logró vender 3,6 millones de copias en un solo día, lo que equivaldría a 310 millones de dólares de beneficio. GTA IV le arrebató el título del videojuego más vendido en 24 horas a Halo 3, con 170 millones de dólares de beneficio.
Al 31 de mayo de 2008, el título ha vendido alrededor de 11 millones de copias a minoristas y 8,5 millones a los consumidores, de acuerdo con Take-Two Interactive. Según NPD Group y GfK Chart-Track, el videojuego ha vendido 4.711.000 copias en Estados Unidos por 1.582.000 en el Reino Unido, lo que sumaba un total de 6.293.000 copias al 1 de agosto de 2008. El 16 de agosto de ese mismo año, el videojuego había vendido alrededor de 10 millones de copias a los consumidores, según Take-Two Interactive. En sus primeros cuatro días de disponibilidad en Japón, GTA IV vendió 133.000 copias en PlayStation 3 y 34.000 en Xbox 360, según datos de Media Create.
Las ventas logradas en la versión Windows fueron considerablemente menos exitosas. Según NPD Group, el videojuego debutó en el puesto 7 de su top diez semanal. Una semana más tarde, el videojuego de Rockstar desapareció por completo del top diez publicado por NPD Group.
La distribuidora del juego, Take-Two, anunció el 9 de junio de 2010 que Grand Theft Auto IV había superado los 17 millones de copias vendidas en todo el mundo dos años después de su lanzamiento, cifra que reunía las ventas logradas tanto en PlayStation 3 como en Xbox 360. Sin embargo, no se precisó que las ventas del título en PC fueran incluidas en el total.

## Controversias
Antes y después del lanzamiento de Grand Theft Auto IV, el videojuego ha sido epicentro de una gran cantidad de polémica. Han criticado al videojuego personajes públicos como George Galloway, Jack Thompson o Hillary Clinton, así como organizaciones entre las que se incluyen los funcionarios de Nueva York y Mothers Against Drunk Driving (MADD).
La versión de GTA IV lanzada en Australia y Nueva Zelanda fue editada para eliminar aquellos contenidos que no se adecuaban a los sistemas de clasificación australianos. Sin embargo, el juego volvió a ser presentado a la OFLC de Nueva Zelanda por Stan Calif, un estudiante de 21 años que quedó insatisfecho por la llegada del videojuego en modo editado a consecuencia de las leyes de censura australianas. La versión sin censurar recibió, posteriormente, la calificación de R18 (para mayores de 18 años) en Nueva Zelanda. Se informó que la versión PC de GTA IV lanzada en Australia resultó ser una versión sin censurar, idéntica a la de otros lanzamientos internacionales, pero recibió la calificación MA15+.
A pesar de la perfección técnica de GTA IV, el análisis realizado por el sitio especializado Common Sense Media fue claro: «un análisis ético y educativo hace desaconsejable usarlo (y no sólo a menores de 18 años). Lenguaje y situaciones inmorales, violencia extrema, comportamientos antisociales y perversión sexual son constantes durante todo el juego». El primer episodio descargable, The Lost And Damned, incluía una breve escena de desnudo frontal masculino, poco común en videojuegos.
Hubo varios crímenes en el Reino Unido y en Estados Unidos perpetrados contra civiles basados en Grand Theft Auto IV, así como contra varios empleados de tiendas que vendían el videojuego. Uno de esos incidentes tuvo lugar cerca de un Gamestation en Croydon, Londres, entre dos grupos de gente mientras salían de un bar cercano y que provocaron el pánico. Seis adolescentes fueron arrestados en junio de 2008 tras asaltar y robar a varias personas en New Hyde Park, Nueva York. La policía informó que los jóvenes aseguraban estar «inspirados» por Grand Theft Auto IV.
Por otra parte, Take-Two se vio envuelta en una polémica con la Autoridad de Tránsito de Chicago en mayo de 2008, ya que los carteles promocionales del videojuego fueron retirados de la ciudad debido a que la ciudad había registrado una importante ola de crímenes en los días previos. Las autoridades consideraron que no era adecuado promocionar este videojuego en ese momento, pese a que firmaron un acuerdo con Take-Two por valor de 300.000 dólares y que la productora se encargó de llevar a juicio. En Venezuela, la Asamblea Nacional promulgó una ley en agosto de 2009 para prohibir videojuegos violentos y juguetes con evocación bélica. Grand Theft Auto IV fue mencionado por los miembros del partido PPT (Patria Para Todos), como un videojuego que «promueve la violencia y además insensibiliza al jugador frente a la violencia real».
En Tailandia el videojuego fue retirado el 18 de agosto de 2008 tras conocerse el asesinato de un taxista a manos de un joven que quería comprobar si robar un taxi y matar a su chófer era tan fácil como hacerlo en el videojuego. El asesino admitió ser un admirador del videojuego, lo que fue suficiente para que las autoridades tailandesas culparan a Grand Theft Auto IV y procedieron a retirar el juego del mercado. A raíz de este suceso, en España surgieron las primeras críticas cuando la Federación Catalana de Taxi exigió al Gobierno central la retirada inmediata del título de Rockstar Games.